# Tom Clancy's Splinter Cell: Blacklist
Pour les articles homonymes, voir Blacklist.
Tom Clancy's Splinter Cell: Blacklist est un jeu vidéo d'infiltration développé et édité par Ubisoft sorti en août 2013 sur PlayStation 3, Xbox 360, Windows et Wii U.

## Synopsis
Les États-Unis ont des troupes stationnées dans 153 pays. Plusieurs pays ne peuvent plus supporter cette présence et organisent la « Blacklist » : une série d'attaques croissantes contre les intérêts américains en commençant avec la destruction de la Base militaire de Guam. Manque de chance pour eux, Sam Fisher est sur le point de quitter la base lorsque l'attaque a lieu. Lui et Victor Coste parviennent à stopper l'assaut, mais Victor est gravement blessé. Sam Fisher est nommé par la présidente des États-Unis Caldwell à la tête d'Échelon 4, successeur d'Échelon 3 dont le QG est situé à bord d'un avion de transport modifié (nom de code : Paladin 9) avec pour objectif de mettre un terme à la « Blacklist » par tous les moyens nécessaires.

## Annonce du jeu
Le jeu a été annoncé à l'occasion de la conférence Microsoft durant l'E3 2012. La vidéo de présentation laisse à penser le retour du « Marquer-Exécuter », composante essentielle du gameplay du cinquième opus : Splinter Cell: Conviction, où on peut se déplacer en utilisant cette action. Le jeu est développé par Ubisoft Toronto. Il est en premier lieu annoncé pour le 29 mars 2013 par les développeurs mais il est finalement disponible le 20 août 2013 pour l'Amérique du Nord, et le 22 août 2013 en Europe.